# بی‌ام‌و اس۱۰۰۰آر
بی‌ام‌و اس۱۰۰۰آر (انگلیسی: BMW S1000R) یک موتورسیکلت نیکد که توسط ب‌ام‌و موتوراد از سال ۲۰۱۴ ساخته شده است. این موتور بر اساس موتور، گیربکس، قاب و سیستم تعلیق ب‌ام‌و اس۱۰۰۰آرآر است.
این موتور یک انجین چهارسیلندر تنظیم شده از ای۱۰۰۰آرآر برای عملکرد کم تا متوسط بهینه شده است و حداکثر توان خروجی ۱۱۸ کیلووات (۱۵۸ اسب بخار) در ۱۱۰۰۰ دور بر دقیقه و حداکثر گشتاور ۱۱۲ نیوتن بر متر (۸۳ پوند بر ثانیه) در ۹٫۲۵۰ دور در دقیقه را ارائه می‌دهد.